# Krankensegen
Der Krankensegen ist eine heilige Handlung (ein Sakrament) der Kirche Jesu Christi der Heiligen der Letzten Tage. Er wird auf Gesuch eines Kranken oder eines Angehörigen eines Kranken gespendet. Die Krankensegnung besteht aus zwei Teilen. Zunächst wird das Haupt des Kranken mit für diesen Zweck geweihtem, reinem Olivenöl von einem Träger des melchisedekischen Priestertums gesalbt. Dann legen im Regelfall zwei oder mehrere Träger des melchisedekischen Priestertums dem zu Segnenden die Hände auf das Haupt. Einer von ihnen fungiert hierbei als Sprecher. Er nennt den zu Segnenden beim vollen Namen, ruft den Himmlischen Vater an und sagt, dass die Segnung mit der Vollmacht des melchisedekischen Priestertums vollzogen wird. Danach spricht der Segnende Worte (so dem Glauben nach), wie der Heilige Geist sie ihm eingibt, und schließt im Namen Jesu Christi.
Diese Praxis wird auf den Brauch des Segnens von Kranken zurückgeführt, wie er im Neuen Testament dargestellt ist.
Für andere Religionsgemeinschaften siehe Krankensalbung